# Acomys percivali

Acomys perchal - 1700-1880 - afdruk - Iconographia Zoologica - Bijzondere Collecties van de Universiteit van Amsterdam

Acomys percivali is een knaagdier uit het geslacht der stekelmuizen (Acomys) dat voorkomt in Zuidoost-Soedan, Zuidwest-Ethiopië, Oost-Oeganda en Kenia. Deze soort behoort tot het ondergeslacht Acomys en is daarbinnen verwant aan Acomys wilsoni; samen zijn deze twee soorten, die zowel genetisch als in de morfologie van de kiezen sterk op elkaar lijken, niet nauw verwant aan de overige soorten van het ondergeslacht, hoewel A. percivali eerder in de Egyptische stekelmuis (A. cahirinus) is geplaatst.